# Hieracium baeticum
Hieracium baeticum là một loài thực vật có hoa trong họ Cúc. Loài này được Herv. mô tả khoa học đầu tiên năm 1892.